# Callopsylla
Callopsylla – rodzaj owadów należących do rzędu pcheł.
Należą tutaj następujące gatunki pcheł:
- Callopsylla mygala (Lewis, 1971)
- Callopsylla sparsilis atallahi (Lewis, 1971)